# Milada
Milada je ženské křestní jméno slovanského původu. Pochází ze staroslovanského jména Mlada, jehož význam je „mladá“. Domácí podoba tohoto jména je Miladka, Míla, Mili, Lada, Mladěnka.
Podle českého kalendáře má svátek 8. února (dříve 29. prosince).

## Statistické údaje
Následující tabulka uvádí četnost jména v ČR a pořadí mezi ženskými jmény ve srovnání dvou roků, pro které jsou dostupné údaje MV ČR – lze z ní tedy vysledovat trend v užívání tohoto jména:
| Rok       | Četnost     | Pořadí   |
| 1999      | 40 599      | 38.      |
| 2002      | 38 849      | 39.      |
| Porovnání | o 1750 méně | o 1 hůře |

Změna procentního zastoupení tohoto jména mezi žijícími ženami v ČR (tj. procentní změna se započítáním celkového úbytku žen v ČR za sledované tři roky) je -3,6%, což svědčí o poměrně značném poklesu obliby tohoto jména.

## Nositelky jména
- Mlada Přemyslovna - česká kněžna[1]

- Milada Emmerová – česká lékařka a politička ČSSD
- Milada Gabrielová – česká malířka
- Milada Horáková – československá politička
- Milada Součková – česká spisovatelka
- Milada Šubrtová – česká operní pěvkyně
- Milada Karbanová – česká atletka
- Milada Jonášová – česká muzikoložka

## Jiné Milady
- Vila Milada – vila v Libni v městské části Praha 8
- Rozhledna Milada – rozhledna na zřícenině hradu Lichnice u Podhradí (Třemošnice)